# Verbascum giganteum subsp. martinezii
Verbascum giganteum subsp. martinezii é uma subespécie de planta com flor pertencente à família Scrophulariaceae. 
A autoridade científica da subespécie é Vald, tendo sido publicada em Lagascalia 14(1): 89 (1986).

## Portugal
Trata-se de uma subespécie presente no território português, nomeadamente em Portugal Continental.
Em termos de naturalidade é endémica da Península Ibérica.

## Protecção
Não se encontra protegida por legislação portuguesa ou da Comunidade Europeia.